# Capo Boeo
Capo Boeo (o capo Lilibeo) è l'estrema punta occidentale dell'isola di Sicilia. Si trova nel territorio del comune italiano di Marsala, in provincia di Trapani.

## Geografia
Sul promontorio sorse l'antica città cartaginese di Lilibeo, oggi area archeologica di capo Boeo, e ricompresa nella città di Marsala. Il capo Boeo segna il confine marittimo fra il mar Tirreno e il mar di Sicilia. Nei suoi pressi si trova il Museo archeologico Baglio Anselmi, nonché l'omonimo lido e vari ristoranti. Esso è facilmente raggiungibile dal centro cittadino, in quanto si trova in prossimità del lungomare cittadino, ovvero il lungomare Boeo.
Nell'esatta posizione ove sorge il capo, si trova un grande obelisco che cita gli avvenimenti più importanti avvenuti nello specchio d'acqua antistante e una targa commemorativa delle vittime marsalesi della strage di Ustica del 27 giugno 1980. È possibile fare un bagno tra le sue splendide rocce; data la presenza di queste ultime, il luogo viene chiamato dai marsalesi anche col toponimo "Due Rocche". Presso questo luogo, infine, si possono osservare il cambiamento delle correnti marine, il passaggio dei vari venti e i tramonti sulle isole Egadi. 